# 艾倫·索金
艾倫·本杰明·索金（英語：Aaron Benjamin Sorkin，1961年6月9日—），知名美國編劇、導演和製作人。他的著名作品包括電影《白宮夜未眠》、《点球成金》、《史帝夫賈伯斯》，電視片集《白宮風雲》、《新聞編輯室》，百老匯劇作《軍官與魔鬼》以及《梅崗城故事》（To Kill a Mockingbird）⋯⋯等。索金於2010年的《社群網戰》獲得奧斯卡最佳改編劇本獎，2015年的《史帝夫賈伯斯》則获得金球奖最佳剧本奖。
索金風格的劇本經常有大量的台詞，尤其適合電視的節奏，而一鏡到底的運鏡方式特別能高效表現索金筆下角色間的互動。

## 生平

### 早年
索金生于紐約市曼哈頓的一個猶太家庭，而後在紐約郊區的斯卡斯代爾成長。索金在戲劇舞台的啟蒙甚早，幼年時就經常跟隨父母造訪戲院。在斯卡斯代爾就讀高中時期，他真正接觸了戲劇，在八年級時出演一個音樂劇角色。1979年高中畢業時，他已經是學校戲劇社團的副主席。
1979年，索金進入雪城大學，主修音樂舞台劇，但他第一年就在一門必修科目上無法及格，這嚴重危殆了他的從演志向。索金從大學二年級起發憤圖強，並準時在1983年取得應屆大學文憑。

### 職業生涯
1980年代，甫自大學畢業的艾倫·索金大部分時候都是收入有限的自雇者身分，只有零星的演出工作，有時甚至必須以派送電報維生。某一次投宿於友人家中，索金發現了一台IBM出產的打字機，當他開始使用這台機器時，「感到一股無與倫比的自信，以及從未如此強烈的欣喜。」在這之後，索金開始持續地筆耕，他的第一部劇本於1984年在母校雪城大學演出，並使他開始被業界人士注意。
索金的第二部劇作在1988年成功上演之後，他與姊姊黛博拉的一通電話，促使他展開下一部作品《軍官與魔鬼》的創作，而索金將這部新作品的大部分劇本都寫在了打工處的雞尾酒巾上，待返家後另外轉譯至電腦中。在《軍官與魔鬼》首演前，索金以遽聞達六位數字的代價，將作品權利售予製作人大衛·布朗。
90年代，索金與岩城娛樂訂定工作合約，他為該公司所創作的《軍官與魔鬼》（電影版本）、《體熱邊緣》（Malice）以及《白宮夜未眠》三部電影的劇本，在全球累計的票房達四億美元。在岩城娛樂工作的期間，索金與威廉·戈德曼、羅伯·雷納等人結識，兩人皆成為索金的好友兼事業夥伴。此外，索金也在此邂逅了他未來的另一半，茱莉亞·賓罕（Julia Bingham）。在正式的劇本寫作之外，索金另外為數個電影製作擔任劇本醫師的有給職工作，例如：在《絕地任務》（The Rock，1996年）當中，肖恩·康纳利和尼古拉斯·凯奇的一些諷刺對白，就出自索金筆下。在這方面他與沃伦·比蒂有密切的合作。
索金有熬夜工作的習慣，他經常在晚上寫作，一邊播放著娛樂與體育節目電視網「運動中心」的日間賽事回放，這刺激了他將運動賽事（不僅是幕前，包括整個幕後團隊的工作細節）發想成為電視劇劇本。1998年秋，《週末運動夜》（Sports Night）在迪士尼出資製作下，於美国广播公司電視網（ABC，亦為迪士尼所有）公開放送。不過，索金對於ABC方面濫用罐頭音效的方式頗有微詞。

#### 白宮風雲
《白宮風雲》的發想，是索金同製作人約翰·威爾斯（John Wells）共進午餐時，一次無心插柳卻成真的例子。他向威爾斯提及，要以《白宮夜未眠》劇本當中未受注意的劇情為延伸，寫就一齣以白宮資深幕僚為中心的劇本。威爾斯將此一構想向國廣電視網提出，但對方以當時正值陸文斯基事件為由，起初並未認真看待此一提案，但在一年之後同意了拍攝。
在華納兄弟的製作之下，《白宮》的先導集於1999年秋播出，首季便獲得了迴響，在當年的黃金時段艾美獎一舉贏得了九個獎項，奠定了索金的名聲。索金在接續的第二至第四季當中繼續擔任劇本主筆，收穫了巨大的成功。他評論自己的工作內容：「與其說我是劇組統籌，或是製作人，毋寧說是一介寫手而已。」
由於與華納兄弟方面的溝通不佳，索金在第四季播送結束後離開劇組。他並未參與第五季的製作及劇本寫作，而是選擇在本劇最終集擔任友情客串。

#### 新聞編輯室
在寫作《社群網戰》的同時，索金亦開始著手《新聞編輯室》的劇本，此劇則是以講述一檔有線電視帶狀新聞的幕後製作過程為主。此劇預計在HBO播送，遽聞兩方的協商始於2010年。而為了熟悉新聞製作的流程，索金亦曾前往MSNBC、福斯、CNN等台的新聞部門實際觀摩、學習。在接受《电视指南》訪問時，索金表示，他更多地是以媒體自身的角度來敘事，而非復述外界一般對他們的挖苦。「他們（指劇中角色）嘗試著去做對的事情，但同時也有很多層面的考量必須顧及，包括商業上的、政治上的，以及公司本身的經營等等。」此外，一改此前的「架空世界」以及虛構的事件背景，《新聞編輯室》當中的世界和新聞事件都是真實的。
此劇的先導集於2011年1月完成拍攝，斯科特·魯丁為共同執行製作。9月，HBO與索金議定了一季（共十集）的劇約，並將首播定於2012年夏季。而在劇集第二集播畢後（美國時間2012年7月1日），HBO旋即宣布續訂第二季。

#### 其它
- 劇場：《天才》（The Farnsworth Invention）、《梅崗城故事》
- 電影：《蓋世奇才》、《社群網戰》、《点球成金》、《史帝夫賈伯斯》、《決勝女王》

## 風格
索金的寫作橫跨多個平台，其作品亦各具特色。迄今，他仍維持著在個人辦公室中以雪茄度日，動輒數個小時不止的寫稿模式。據索金本人描述，其寫作「是件體力活」，因為他經常需要站起身走動，將對白實際講出口做為測試。在《白宮風雲》的播送期間，從未發生（如一般熱門劇碼般）劇本外流的狀況，這點曾經引起《纽约时报》的注意與報導，但對此索金僅表示，他其實也沒有提前策畫劇情的習慣，何況他「已經太過忙碌了」。由此，可以說索金並不屬於按部就班、照表操課的寫作者，而是更偏向於一鼓作氣型的寫作節奏。此外，在電視劇本的寫作分責上，索金習慣以助手方式與他共同完成每一集的劇本，而不是讓某位寫手可以單獨決定某一集的劇情，這點則顯示了他不願假手他人的個性，被其他劇本作者認為「不夠大方」。索金方面則委婉地回應：「我的確有一個團隊，但劇本的完成並不是委員會式的（過程）。」
在劇本寫作之外，索金對於製作的其他層面顯得興趣缺缺。他與湯瑪斯·施拉梅（Thomas Schlamme）的合作關係始於1998年，兩人的合作延伸至《運動夜》、《白宮》和《60号演播室》等劇的製作。索金專注於劇本的同時，施拉梅便擔任製作、導演的角色（甚至還參與預算會），顯出了索金內向的工作個性。
承前所述，索金筆下的角色常有大量的台詞，但也不乏「金句」的產生（如《軍官與魔鬼》當中的「你受不住這個事實！」）。在電視劇方面，索金的標誌性特色是角色的絮絮私語，逕自嘲弄劇集中發生的事件，語中常有大眾文化的引用。
對於索金的評價與看法頗為極端，支持者認為「富於文化」，反對者則認為「工於浮誇」。索金的啟蒙導師威廉·郭德曼（William Goldman）認為，視覺媒體經常略去對白的重要性不看，索金則有反轉這種現象的天賦與能力。

## 作品

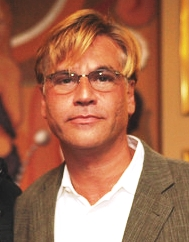
艾倫·索金

### 電影
| 作品年份 | 作品標題                   |
| -------- | -------------------------- |
| 1992     | 《軍官與魔鬼》             |
| 1993     | 《體熱邊緣》               |
| 1995     | 《白宮夜未眠》             |
| 1996     | The Rock                   |
| 1998     | Bulworth                   |
| 1998     | 《全民公敵》               |
| 2007     | 《蓋世奇才》               |
| 2010     | 《社群網戰》               |
| 2011     | 《魔球》                   |
| 2015     | 《史帝夫賈伯斯》           |
| 2017     | 《決勝女王》               |
| 2020     | 《芝加哥七人案：驚世審判》 |
| 2021     | 《里卡多一家》             |

### 電視
| 作品年份  | 作品標題       |
| --------- | -------------- |
| 1998–2000 | 《週末運動夜》 |
| 1999–2006 | 《白宮風雲》   |
| 2006–2007 | 《》           |
| 2012–2014 | 《新聞急先鋒》 |

### 劇場
| 作品年份 | 作品標題               |
| -------- | ---------------------- |
| 1984     | Removing All Doubt     |
| 1988     | Hidden in This Picture |
| 1989     | 《軍官與魔鬼》         |
| 1990     | Making Movies          |
| 2007     | 《天才》               |
| 2018     | 梅崗城故事》           |

### 客串演出
| 年份    | 演出作品       | 角色         |
| ------- | -------------- | ------------ |
| 1992    | 《軍官與魔鬼》 | Man in bar   |
| 1995    | 《白宮夜未眠》 | Aide in bar  |
| 1999    | 《週末運動夜》 | Man at bar   |
| 2006    | 《白宮風雲》   | Man in crowd |
| 2009–10 | Entourage      | Himself      |
| 2010    | 《社群網戰》   | Ad executive |
| 2011    | 30 Rock        | Himself      |
| 2017    | 《決勝女王》   | Man in bar   |

## 獲獎與榮譽

### 奥斯卡金像奖
| 年份 | 被提名作品                 | 作品類別       | 結果 |
| ---- | -------------------------- | -------------- | ---- |
| 2010 | 《社群網戰》               | 最佳改編劇本獎 | 獲獎 |
| 2011 | 《魔球》                   | 最佳改編劇本獎 | 提名 |
| 2017 | 《決勝女王》               | 最佳改編劇本獎 | 提名 |
| 2021 | 《芝加哥七人案：驚世審判》 | 最佳改編劇本獎 | 提名 |

### 英国电影学院奖
| 年份 | 被提名作品       | 作品類別       | 結果 |
| ---- | ---------------- | -------------- | ---- |
| 2010 | 《社群網戰》     | 最佳改編劇本獎 | 獲獎 |
| 2011 | 《魔球》         | 最佳改編劇本獎 | 提名 |
| 2015 | 《史帝夫賈伯斯》 | 最佳改編劇本獎 | 提名 |
| 2017 | 《決勝女王》     | 最佳改編劇本獎 | 提名 |

### 评论家选择电影奖
| 年份 | 被提名作品       | 作品類別       | 結果 |
| ---- | ---------------- | -------------- | ---- |
| 2007 | 《蓋世奇才》     | 最佳劇本作者獎 | 提名 |
| 2010 | 《社群網戰》     | 最佳改編劇本獎 | 獲獎 |
| 2011 | 《魔球》         | 最佳改編劇本獎 | 獲獎 |
| 2015 | 《史帝夫賈伯斯》 | 最佳改編劇本獎 | 提名 |
| 2017 | 《決勝女王》     | 最佳改編劇本獎 | 提名 |

### 金球獎
| 年份 | 被提名作品       | 作品類別   | 結果 |
| ---- | ---------------- | ---------- | ---- |
| 1992 | 《軍官與魔鬼》   | 最佳劇本獎 | 提名 |
| 1995 | 《白宮夜未眠》   | 最佳劇本獎 | 提名 |
| 2007 | 《蓋世奇才》     | 最佳劇本獎 | 提名 |
| 2010 | 《蓋世奇才》     | 最佳劇本獎 | 獲獎 |
| 2011 | 《魔球》         | 最佳劇本獎 | 提名 |
| 2015 | 《史帝夫賈伯斯》 | 最佳劇本獎 | 獲獎 |
| 2017 | 《決勝女王》     | 最佳劇本獎 | 提名 |

### 黃金時段艾美獎
| 年份 | 被提名作品     | 作品類別                                   | 結果 |
| ---- | -------------- | ------------------------------------------ | ---- |
| 1999 | 《週末運動夜》 | 喜劇類傑出劇本                             | 提名 |
| 2000 | 《白宮風雲》   | 劇情類傑出節目                             | 獲獎 |
| 2000 | 《白宮風雲》   | 劇情類傑出劇本（按：第一季第10集、先導集） | 獲獎 |
| 2001 | 《白宮風雲》   | 劇情類傑出節目                             | 獲獎 |
| 2001 | 《白宮風雲》   | 劇情類傑出劇本（按：第二季第1、第2集）     | 提名 |
| 2002 | 《白宮風雲》   | 劇情類傑出節目                             | 獲獎 |
| 2002 | 《白宮風雲》   | 劇情類傑出劇本（按：第三季第22集）         | 提名 |
| 2003 | 《白宮風雲》   | 劇情類傑出節目                             | 獲獎 |
| 2003 | 《白宮風雲》   | 劇情類傑出劇本（按：第四季第23集）         | 提名 |

### 卫星奖
| 年份 | 被提名作品       | 作品類別       | 結果 |
| ---- | ---------------- | -------------- | ---- |
| 2010 | 《社群網戰》     | 最佳改編劇本獎 | 獲獎 |
| 2011 | 《魔球》         | 最佳改編劇本獎 | 提名 |
| 2015 | 《史帝夫賈伯斯》 | 最佳改編劇本獎 | 獲獎 |
| 2017 | 《決勝女王》     | 最佳改編劇本獎 | 提名 |

### 美国编剧工会奖
| 年份 | 被提名作品         | 作品類別                                   | 結果 |
| ---- | ------------------ | ------------------------------------------ | ---- |
| 1995 | 《白宮夜未眠》     | 最佳原創劇本獎                             | 提名 |
| 2000 | 《白宮風雲》       | 最佳单集剧本獎（按：第一季第10集）         | 獲獎 |
| 2000 | 《白宮風雲》       | 最佳单集剧本獎（按：第一季第14集）         | 提名 |
| 2001 | 《白宮風雲》       | 最佳单集剧本獎（按：第二季第16集、第22集） | 提名 |
| 2002 | 《白宮風雲》       | 最佳单集剧本獎（按：第四季第6集）          | 提名 |
| 2005 | 《白宮風雲》       | 最佳劇情節目獎                             | 提名 |
| 2006 | 日落大道60号演播室 | 最佳原創節目獎                             | 提名 |
| 2006 | 日落大道60号演播室 | 最佳单集剧本獎（按：先導集）               | 提名 |
| 2010 | 《社群網戰》       | 最佳改編劇本獎                             | 獲獎 |
| 2011 | 《魔球》           | 最佳改編劇本獎                             | 提名 |
| 2012 | 《新聞編輯室》     | 最佳原創節目獎                             | 提名 |
| 2015 | 《史帝夫賈伯斯》   | 最佳改編劇本獎                             | 提名 |
| 2017 | 《決勝女王》       | 最佳改編劇本獎                             | 提名 |

## 個人生活

### 家庭
艾倫·索金的父親為版權律師，母親是教師，曾祖父則是國際婦女服裝工會的創始人之一。索金有一名哥哥及一名姊姊，哥哥及姊姊後來皆成為律師。
索金與茱莉亞·賓罕於1996年結婚，兩人育有一女，2005年兩人離婚。當唐納·川普在2016年美國總統選舉獲勝後，索金為此撰寫了一封公開信給他的妻女
。
報載索金離婚後曾陸續同演員克莉絲汀·錢諾維斯、作家瑪琳·多德（Maureen Dowd）以及演員克莉絲汀·戴維斯等人約會。

### 用藥史
索金早於1987年就有施用大麻和古柯鹼的紀錄，他本人則認為古柯鹼的用途是幫助放鬆。1995年，在女友茱莉亞的建議下，索金曾自願前往海瑟頓基金會旗下的勒戒機構，就自己的藥癮尋求幫助。2001年，他的戒藥成功甚至為其贏得了「浴火重生獎」（Phoenix Rising Award），不過，兩個月之後的4月15日，他就在伯班克机场因持有大麻及古柯鹼等藥物被捕，此時他的藥物濫用史始為大眾所知，當時正直如日中天的《白宮風雲》第二季播畢，這起事件為索金的大眾名聲蒙上了陰影。事後，他被強制勒戒，期間並繼續《白宮》的寫作。
2012年5月13日，索金受邀在母校雪城大學的畢業典禮演說，他表示自己「已經十一年沒有食用古柯鹼」。

## 軼事
- 在2000年9月10日的黃金時段艾美獎頒獎典禮上，索金與里克·克里夫蘭（Rick Cleveland）本應共同享有劇情類最佳編劇獎，典禮上卻僅有索金講話，克里夫蘭則沒能在時間內發表感言。《白宮風雲》的部分背景故事是取自克里夫蘭的父親：他是一名韓戰老兵，但後半生都在街頭度過。克里夫蘭以其當事人、劇本共同作者的身分，卻沒有公開發言的機會，引發輿論關注，兩人也公開舌戰了一段時間。最後，這個事件以索金道歉作結[56]。
- 索金對《白宮風雲》的取材和考證頗富自信，他曾批評國廣新聞主播湯姆·布羅考的布希訪談（名為《布希時代的白宮：一探真實的白宮西廂》）過於友善，有如「送上情人節禮物一般」。在國廣方面要求下，索金為這番言論公開致歉[57][58]。

### 參照
1. ↑  .   [2022-04-13]. （原始内容存档于2022-06-30）.
2. 1 2 3  Levesque, John. . Seattle Post-Intelligencer. 2000-03-07  [2007-01-10]. （原始内容存档于2010-10-19）.
3. ↑  Jewish Journal: "A small glimpse into Aaron Sorkin’s Jewish story" by Danielle Berrin （页面存档备份，存于） 2012-07-17 | "I'm Jewish but have never had any religious training. I never went to Hebrew school."
4. ↑  . NPR. 2012-07-16  [2018-06-05]. （原始内容存档于2018-12-10）. Aaron Sorkin: "I'm Jewish"
5. ↑  Lipman, Jennifer. . The Jewish Chronicle. 2015-11-26  [2018-06-05]. （原始内容存档于2018-12-11）. Sorkin, who comes from a middle-class Jewish family from Scarsdale
6. ↑  Cleveland Jewish News: "The 30-plus most influential Jews in America" （页面存档备份，存于） 2001-12-27
7. 1 2  Jones, Oliver. . Us Weekly. 2001-05-28  [2007-01-22]. （原始内容存档于2004-11-03）.
8. ↑  Willcox, Kathleen. . Patch.com. 2011-05-23  [2014-10-24]. （原始内容存档于2014-10-24）.
9. ↑  Banerjee, Debra. . The Scarsdale Inquirer. 2011-06-06  [2014-10-24]. （原始内容存档于2014-10-24）. 参数|newspaper=与模板{{cite web}}不匹配（建议改用{{cite news}}或|website=） (帮助)
10. ↑  . Scarsdale Alumni Association.   [2014-10-24]. （原始内容存档于2014-11-09）.
11. ↑  Frank Harold Trevor Rhodes. . Cornell University Press. 2001.10: 75–76. ISBN 978-0-8014-3937-7.
12. ↑  Herzog, Brad. . Syracuse University Magazine. 2001, 18 (2): 17–18  [2014-05-27]. （原始内容存档于2014-05-27）.
13. 1 2 3 4 5 6 7 8  Peter De Jonge. . The New York Times. 2001-10-28  [2007-01-12].
14. ↑  . ThisIsTheatre.com.   [2007-01-22]. （原始内容存档于2011-06-08）.
15. ↑  William A. Henry III. . 時代雜誌. 1989-11-27  [2007-01-12]. （原始内容存档于2011-07-24）.
16. ↑  Patrick Goldstein. . Los Angeles Times. 1999-10-10  [2008-09-26]. （原始内容存档于2008-10-02）.
17. ↑  Aaron Sorkin. . Newmarket Press. 2002-07. ISBN 978-1-55704-549-2.
18. 1 2 3  . Comedy Central.com. 2001-01-01  [2007-01-10]. （原始内容存档于2007-03-21）.
19. ↑  Joe Flint. . Entertainment Weekly. 1998-09-25  [2007-01-25]. （原始内容存档于2008-11-19）.
20. 1 2  Matthew Miller. . Brill's Content. 2000-03-01  [2007-01-18]. （原始内容存档于2007-03-13）.
21. ↑  . BBC News Online. 2006-05-15  [2009-02-19]. （原始内容存档于2009-05-12）.
22. ↑  Ray Richmond. . The Hollywood Reporter. 2006-05-12  [2008-09-26]. （原始内容存档于2012-06-28）.
23. ↑  Rice, Lynette. . Entertainment Weekly. 2009-04-10  [2011-12-22]. （原始内容存档于2011-12-07）.
24. ↑  Andreeva, Nellie. . Deadline Hollywood. 2011-01-23  [2011-12-23]. （原始内容存档于2011-10-25）.
25. ↑  Weprin, Alex. . TV Newser. 2011-01-24  [2011-12-22]. （原始内容存档于2012-01-08）.
26. ↑  Huver, Scott. . TV Guide. 2011-02-01  [2011-12-22]. （原始内容存档于2012-01-09）.
27. ↑  Sepinwall, Alan. . HitFix. 2012-06-19  [2012-07-11]. （原始内容存档于2012-07-11）.
28. ↑  Andreeva, Nellie. . Deadline Hollywood. 2011-01-28  [2011-12-22]. （原始内容存档于2012-01-05）.
29. ↑  Hibberd, James. . Entertainment Weekly. 2011-09-08  [2011-12-22]. （原始内容存档于2014-12-09）.
30. ↑  Zakarin, Jordan. . The Huffington Post. 2011-09-08  [2011-12-22]. （原始内容存档于2011-12-22）.
31. ↑  Hibberd, James. . Entertainment Weekly. 2011-12-14  [2011-12-27]. （原始内容存档于2012-01-06）.
32. ↑  Rice, Lynette. . Entertainment Weekly. 2012-07-02  [2012-07-02]. （原始内容存档于2012-07-03）.
33. ↑  Maureen Ryan. . Chicago Tribune. 2007-01-19  [2009-02-19]. （原始内容存档于2008-04-11）.
34. ↑   (PDF). On Writing Magazine, Issue 18. The Writers Guild of America, East, Inc.: 6. 2003.02  [2007-01-10]. （原始内容 (PDF)存档于2007-01-28）.
35. ↑  Mickey Rapkin. . GQ. 2008-08-12  [2008-09-26]. （原始内容存档于2008-09-13）.
36. ↑  . BBC News Online. 2003-07-25  [2007-01-25]. （原始内容存档于2006-12-11）.
37. ↑  Emma Forrest. . The Age (Melbourne). 2002-05-02  [2007-01-12]. （原始内容存档于2007-01-18）.
38. ↑  Mel Gussow. . The New York Times. 1988-08-24  [2007-01-12]. （原始内容存档于2020-09-25）.
39. ↑  Frank Rich. . The New York Times. 1989-11-16  [2007-01-12]. （原始内容存档于2020-09-25）.
40. ↑  Mel Gussow. . The New York Times. 1990-03-28  [2007-01-12]. （原始内容存档于2020-09-25）.
41. ↑  BWW News Desk. . BroadwayWorld.com. 2006-12-15  [2007-01-02]. （原始内容存档于2012-01-11）.
42. ↑  Shanley, Patrick. . The Hollywood Reporter. 2018-01-08  [2018-01-08]. （原始内容存档于2019-10-18）.
43. ↑  Ehrlich, David. . Indie Wire. 2018-01-08  [2018-01-08]. （原始内容存档于2021-02-26）.
44. ↑  . CNN.   [2010-11-13]. （原始内容存档于2010-10-09）.
45. ↑  Simpson, David. . The Hollywood Reporter. 2010-11-10  [2010-11-13]. （原始内容存档于2010-11-13）.
46. ↑  . New York.   [2010-11-13]. （原始内容存档于2010-11-13）.
47. ↑  Jay Rayner. . The Guardian (London). 2005-07-10  [2009-02-19]. （原始内容存档于2013-08-29）.
48. ↑  Andrew Gumbel. . The Independent (London). 2005-10-22  [2009-02-19]. （原始内容存档于2009-04-10）.
49. ↑  Sorkin, Aaron. .   [2020-07-19]. （原始内容存档于2020-05-12）.
50. ↑  Kristin Chenoweth. . Simon & Schuster. 2009. ISBN 978-1-4165-8055-3.
51. ↑  Howard Kurtz. . The Washington Post. 2005-11-05  [2008-09-25]. （原始内容存档于2008-07-26）.
52. ↑  Chen, Joyce. . Daily News (New York). 2012-06-21  [2020-07-19]. （原始内容存档于2012-06-25）.
53. ↑  Michael Cieply. . Talk. 2001-09.
54. ↑  . Associated Press.   [2007-06-07]. （原始内容存档于2007-05-04）.
55. ↑  Syracuse.  (Video upload). YouTube. Google, Inc. 2012-05-14  [2013-07-15]. （原始内容存档于2013-07-14）.
56. ↑  . The West Wing Episode Guide.   [2007-01-17]. （原始内容存档于2007-01-09）.
57. ↑  Lynn Elber. . Midland Daily News. Associated Press. 2002-03-05  [2020-07-19]. （原始内容存档于2016-11-11）.
58. ↑  Dickenson, Ben. . I. B. Tauris. 2006-03-03: 111–112. ISBN 978-1-84511-103-8.

## 外部連結
- 艾倫·索金在互联网电影资料库（IMDb）上的資料（英文）